# Kukkuma

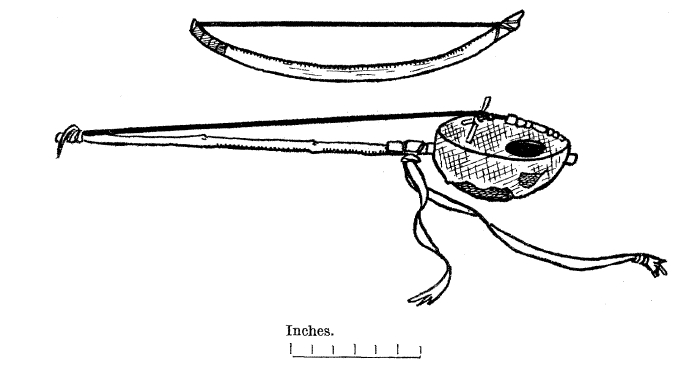
Ilustração de um kukkuma

Kukkuma é um pequeno violino usado na  música hauçá. Foi popularizado pelo músico nigeriano Ibrahim Na Habu.